# 南京地铁S9号线
南京地铁S9号线是南京地铁翔宇路南至高淳的线路，工程为宁高城际轨道交通二期工程，又名“南京至高淳城际轨道交通禄口新城南站至高淳段工程”。线路全长52.386公里，该线路于2017年12月30日开通载客试运行。截至2023年，该线路为南京地铁中最长的线路，也是设计和实际运营速度最快的线路。南京地铁S9号线线路标识色为 Pantone 7548C 。

## 线路概况
南京地铁S9号线全长52.386公里，其中地下线3.513km、高架线44.26km、地面线4.612km。线路共设6站，从接轨站翔宇路南站接出后，沿将军路、溧马高速、243省道、宁高新通道（跨石臼湖）、固城湖路、芜太路(S239)、东石固路沿线布置，新建铜山、石湫、明觉、团结圩、高淳5个车站，线路编号定为S9号线。
南京地铁S9号线站点如下：
| 首班车   | 直达快车注 | 末班车 （周日至周四） | 末班车 （周五至周六） | 首班车          | 直达快车注 | 末班车 |       |                             |       |       |       |                             |       |
| 翔宇路南 | 0          | -                     | 华商南路-新生路       | █ S1号线        | 高架       | 双岛   | 06:00 | 07:13★ 09:48▲ 15:34▲ 18:36★ | 22:00 | 22:30 | 06:39 | 终点站                      | 22:39 |
| 铜山     | 10.003     | 10.003                |                       |                 | 半地下     | 侧式   | 06:07 | 本站不停靠                  | 22:07 | 22:37 | 06:32 | 本站不停靠                  | 22:32 |
| 石湫     | 17.377     | 7.374                 |                       |                 | 高架       | 侧式   | 06:13 | 本站不停靠                  | 22:13 | 22:43 | 06:27 | 本站不停靠                  | 22:27 |
| 明觉     | 28.596     | 11.219                |                       | 马鞍山4号线规划 | 高架       | 侧式   | 06:21 | 本站不停靠                  | 22:21 | 22:51 | 06:18 | 本站不停靠                  | 22:18 |
| 团结圩   | 45.508     | 16.912(*)             |                       |                 | 高架       | 侧式   | 06:35 | 本站不停靠                  | 22:35 | 23:05 | 06:04 | 本站不停靠                  | 22:04 |
| 高淳     | 51.740     | 6.232                 |                       | 苏皖客运中心    | 高架       | 侧式   | 06:39 | 终点站                      | 22:39 | 23:09 | 06:00 | 06:47★ 09:24▲ 15:11▲ 18:13★ | 22:00 |

注：对于经过调整后于2020年5月26日起开行的直达快车，★表示工作日开行的列车，▲表示周末开行的列车。
*：该区间为南京地铁站间距最大的区间。

## 车辆

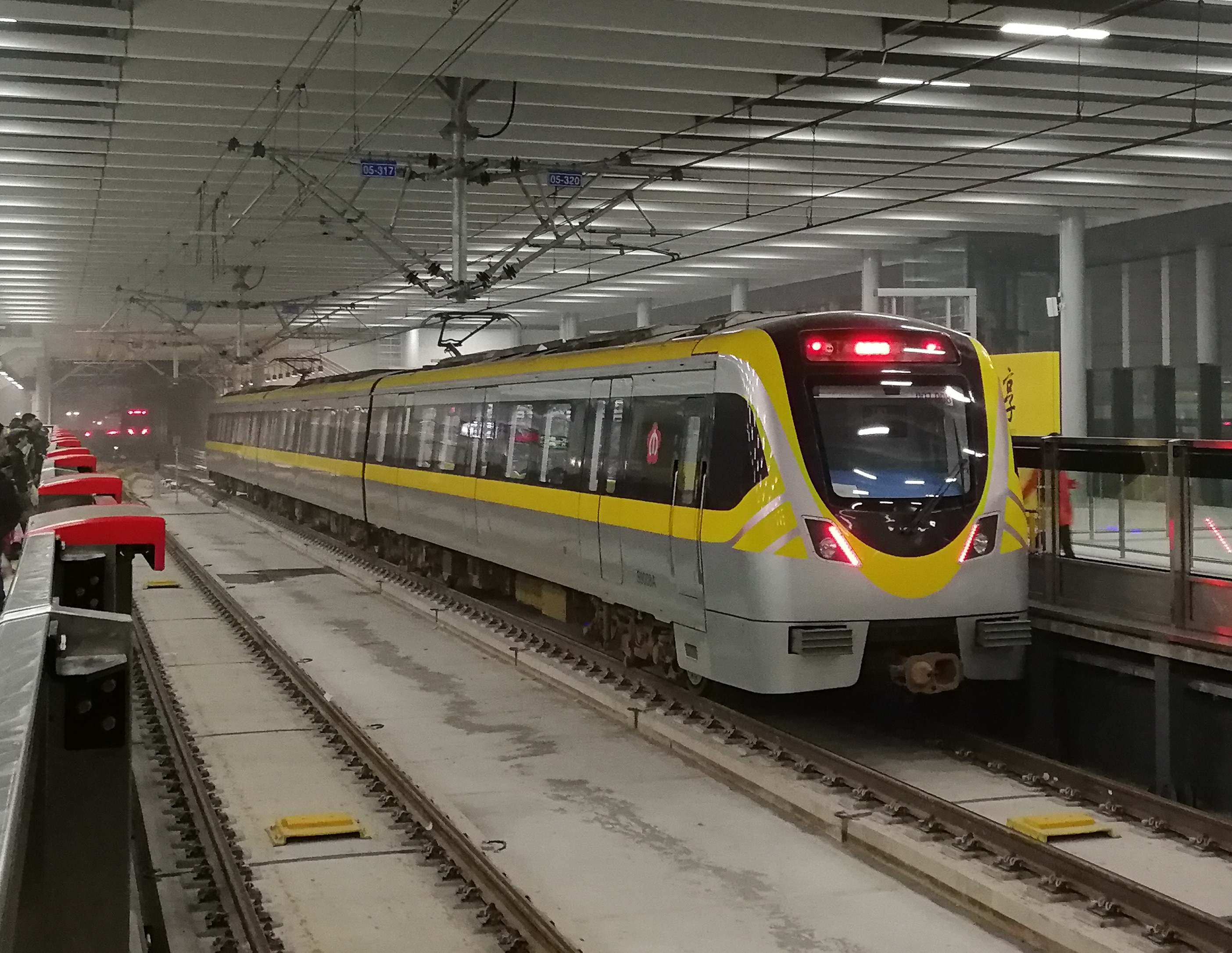
S9号线列车外观。S9号线每节车厢设置三对门供旅客乘降。

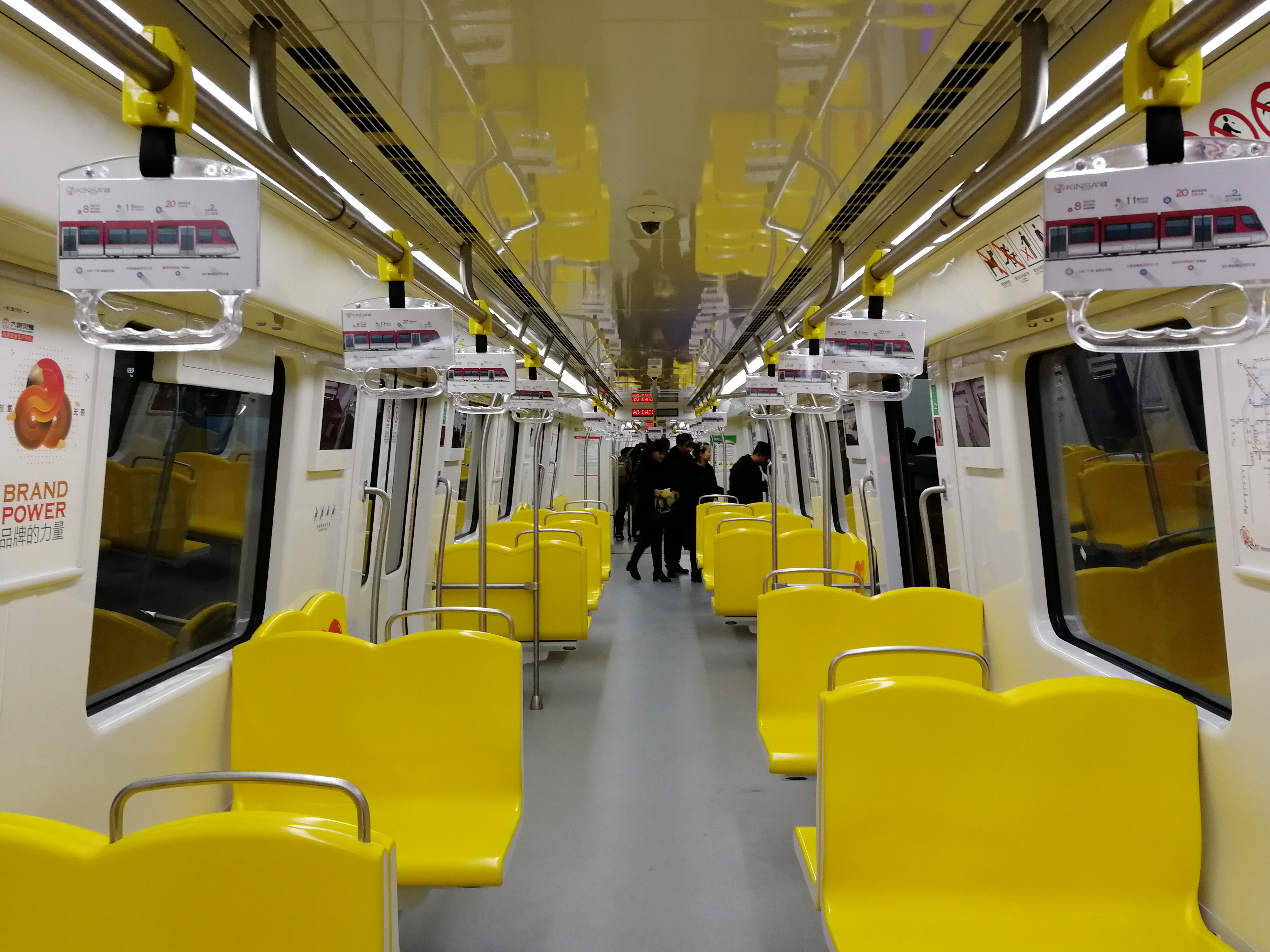
S9号线车厢内部。S9号线采用了2+2的横排座椅。

南京地铁S9号线列车为1拖2半动的3节编组B型列车，厂商代码为南京地铁 PM107 型。列车车体为铝合金鼓型车身，设计最高运行速度 120 km/h，牵引系统使用中车株洲电机制 YQ-230-4A 型牵引电机和株洲中车时代电气制 TGN66D 型IGBT-VVVF逆变器。
列车车体宽度 2.8 m，车体内外皆采用亮黄色涂装，内部座位采用横向 2+2 布局，设座位 151 个，站位核定载客量 441 人。
S9号线列车采用与南京地铁S1、S3、S7等线路用列车相同的中车南京浦镇CIVAS平台，正面车灯、车窗布局形似一张笑脸。
| 型号名                      | 制造商           | 车辆编成      | 制造年代  | 车辆总数             | 上线时间    | 昵称 |
| --------------------------- | ---------------- | ------------- | --------- | -------------------- | ----------- | ---- |
| NJS9-01 （南京地铁PM107型） | 中车南京浦镇车辆 | 3B(Tmc+M+Tmc) | 2017-2018 | 12列 (001002-023024) | 2017/12/30- | 小柠 |

## 车站设计
S9号线车站以“雅趣”为设计主题，借助中国江南传统民居的花窗、屋顶等元素，选取白色与棕色作为车站主色调，与车站周围的郊野环境搭配和谐统一。

## 线路特色

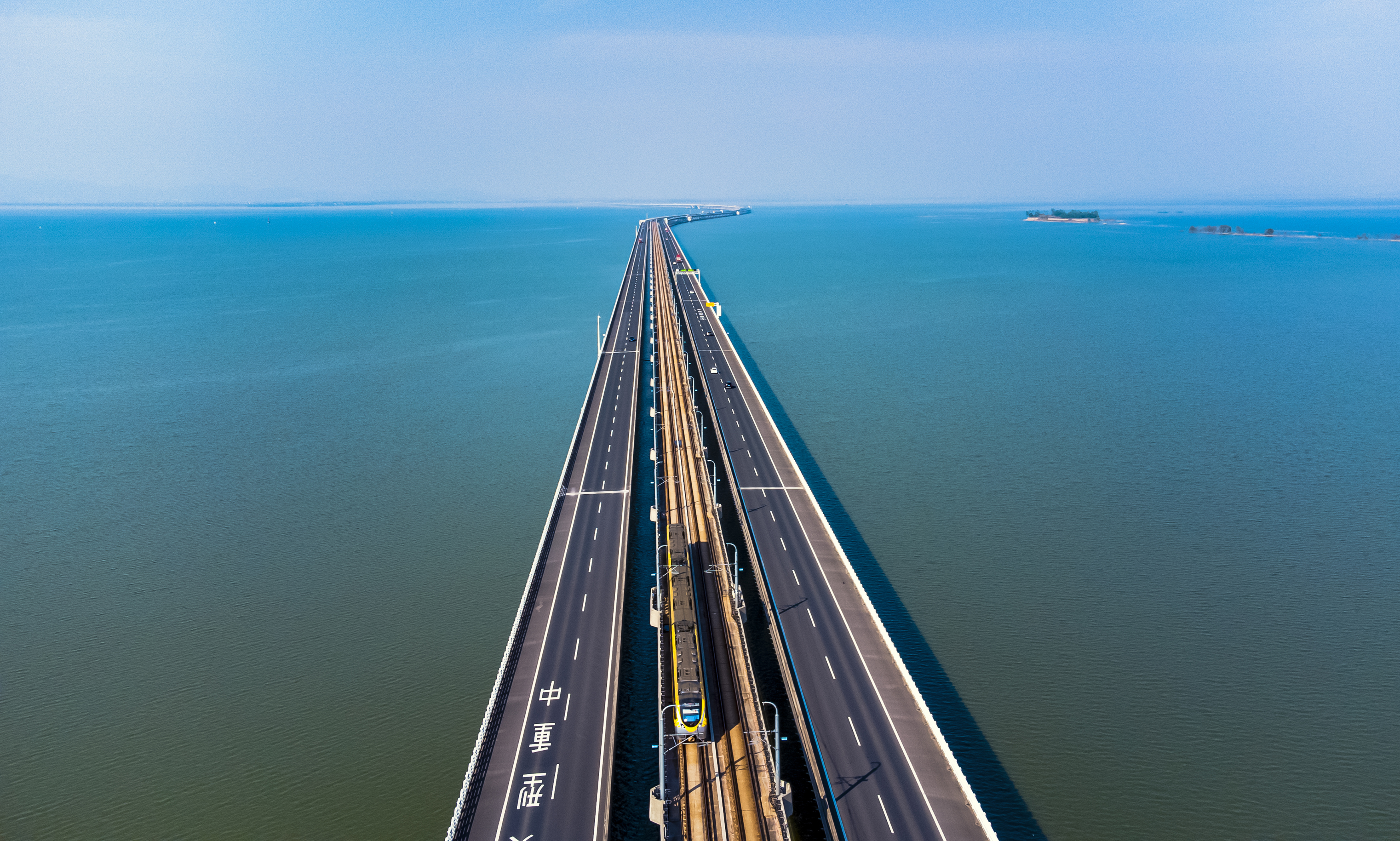
S9号线石臼湖特大桥段航拍，与宁高公路共线

S9号线平均站距10.35千米，是南京地铁已建成路网中平均站距最大、运行速度最高的一条地铁线路。团结圩站与明觉站间线路距离为18.29千米，为南京地铁系统中最大的站间距。该段线路与宁高新通道12.7千米长的石臼湖特大橋并线，跨越石臼湖。因在车上所见景观与宫崎骏拍摄动画电影《千与千寻》中海上列车桥段类似，故该段线路也被部分民众誉为“海上地铁”。

## 运营
S9号线各站停列车单程运行时间约36分钟，全程票价8元。开通初期，投入4列车运营，班次间隔为22分30秒；后续随着客流增长，南京地铁逐步增加运营车辆，至2020年3月，线路最小行车间隔约为15分。
2019年6月6日起，S9号线高淳站、翔宇路南站分别每日向对站开行两班直达快车（中途不停靠任何车站），运行时间压缩至约28分，直达快车的时刻表经过多次调整，目前实施的是2020年5月26日起生效的版本。
2021年7月21日，因南京市出现本土疫情，位于封控区的S9号线翔宇路南站、铜山站实行封闭、跳站运营，运行区间临时改为石湫站至高淳站。7月24日起，全线暂停运营。8月19日，南京市交通运输局副局长郑春发在新闻发布会上介绍，S9号线自8月26日起恢复运行。2022年3月16日起，由于南京市再次出现本土疫情，S9号线再次全线停运，3月30日恢复。

## 故障
2019年8月4日，团结圩站-高淳站下行区间接触网脱落，导致行经此路段的S9号线015016车受电弓毁损，车体、车顶设备损坏，列车失去运行能力。后该列车退出运营并于2020年交由中车南京浦镇车辆进行修复。